# Fayssac
Fayssac är en kommun i departementet Tarn i regionen Occitanien i södra Frankrike. Kommunen ligger i kantonen Gaillac som tillhör arrondissementet Albi. År 2022 hade Fayssac 359 invånare.

## Befolkningsutveckling
Antalet invånare i kommunen Fayssac
| Referens: INSEE |